# Antídoto Pra Todo Tipo De Veneno
Antídoto Pra Todo Tipo De Veneno, cuja sigla é APTTDV, é o oitavo álbum de estúdio do rapper Gabriel o Pensador.

## Anúncio
Anunciado em 16 de agosto de 2023 com o lançamento de Cachimbo da Paz 2, single que apresentou música inédita que dá sequência ao sucesso de 1997.  A capa (foto) foi revelada em 28 de agosto do mesmo ano, nas redes sociais do rapper carioca juntamente com as 12 faixas do álbum.
Primeiro álbum do Pensador desde Sem Crise (2012), disco editado nove anos antes, Antídoto Pra Todo Tipo De Veneno reúne Armandinho (na música Liberdade), Black Alien (na faixa Nunca Tenha Medo), Helio Bentes (em Burn Babylon), o surfista e músico norte-americano Makua Rothman (em Obrigado Mar Por Isso Tudo) e Sant (em Boca Seca), além de Lulu Santos e Xamã na música Cachimbo da Paz 2.

## Faixas
| N.º            | Título                                           | Duração |  |
| 1.             | "Profecia"                                       | 3:25    |  |
| 2.             | "Cachimbo da Paz 2" (com Lulu Santos e Xamã)     | 4:43    |  |
| 3.             | "Boca Seca" (com Sant)                           | 4:40    |  |
| 4.             | "Ultimamente"                                    | 2:02    |  |
| 5.             | "Nunca Tenha Medo" (com Black Alien)             | 4:26    |  |
| 6.             | "Liberdade" (com Armandinho)                     | 3:05    |  |
| 7.             | "Burn Babylon" (com Papatinho e Hélio Bentes)    | 3:26    |  |
| 8.             | "Obrigado Mar por Isso Tudo" (com Makua Rothman) | 4:45    |  |
| 9.             | "Do Nada"                                        | 2:23    |  |
| 10.            | "Firme e Forte"                                  | 4:32    |  |
| 11.            | "Giro" (com Sam The Kid)                         | 3:31    |  |
| 12.            | "Topo do Mundo / Fundo do Poço" (com DJ Caíque)  | 4:48    |  |
| Duração total: | Duração total:                                   | 45:54   |  |